# Jeferson Rodrigues
Jeferson Rodrigues Lemos (Goiânia, 1 de maio de 1975) é um político brasileiro, atualmente Deputado Federal por Goiás, filiado ao Republicanos. Na esfera pública, o parlamentar comandou, de 2011 a 2013, a Secretaria Extraordinária para Assuntos Religiosos e Sociais.
Durante a 18ª Legislatura da Assembleia Legislativa Goiana, em 2015, após assumir sua vaga na ALEGO, Jeferson Rodrigues funcionou como uma ponte entre o Governo Estadual e o Ministério da Indústria, Comércio Exterior e Serviços.
O deputado atuou também nas políticas públicas voltadas para a sociedade, mais especificamente para a família e os idosos. Além disso,  serviu como representante dos vereadores e prefeitos eleitos pelo antigo PRB, atual Republicanos, em 2016.
Jeferson obteve sua diplomação em 21 de dezembro de 2016, data em que completou 15 anos de casado com Marisa Alves, após decisão do Tribunal Superior Eleitoral (TSE) de computar os votos de Gil Tavares no pleito de 2014. Com isso, o Republicanos, que à época não havia conseguido o coeficiente eleitoral necessário, passou a ter um representante na Assembleia Legislativa.
Em 2018, Jeferson foi reeleito deputado estadual em Goiás com 45.605 votos (1,48% dos votos válidos), sendo o segundo mais votado do Estado. O mandato na ALEGO foi notoriedade pelo Estado de Goiás pelo desenvolvimento de pautas em benefício da advocacia goiana, em prol da saúde mental e em defesa das instituições religiosas. 

Em 2022, Jeferson Rodrigues foi eleito Deputado Federal com 56.026 votos (1,63% dos votos válidos), sendo empossado no cargo em 1 de Fevereiro de 2023.